# Сід Болл
Сід Болл (англ. Syd Ball; нар. 24 січня 1950) — колишній австралійський тенісист.
Найвищу одиночну позицію світового рейтингу — 63 місце досяг 3 червня 1974, парну — 22 місце — 30 серпня 1977 року.
Здобув 7 парних титулів.
Найвищим досягненням на турнірах Великого шолома був фінал в парному розряді.

## Фінали за кар'єру

### Парний розряд (7–14)
| Результат | W/L  | Рік  | Турнір                                           | Покриття  | Партнер         | Суперники                           | Рахунок       |
| --------- | ---- | ---- | ------------------------------------------------ | --------- | --------------- | ----------------------------------- | ------------- |
| Поразка   | 0–1  | 1974 | Відкритий чемпіонат Австралії з тенісу, Мельбурн | Трава     | Боб Гілтінен    | Росс Кейс Джефф Мастерз             | 7–6, 3–6, 4–6 |
| Поразка   | 0–2  | 1974 | Сан-Франциско, США                               | Килим     | Джон Александер | Роберт Лутц Стен Сміт               | 4–6, 6–7      |
| Поразка   | 0–3  | 1974 | Крайстчерч, Нова Зеландія                        |           | Рей Раффелз     | Ісмаїл Ель-Шафей Роско Теннер       | W/O           |
| Перемога  | 1–3  | 1974 | Маніла, Філіппіни                                | Тверде    | Росс Кейс       | Майк Естеп Марсельйо Лара           | 6–3, 7–6, 9–7 |
| Поразка   | 1–4  | 1975 | Борнмут, Англія                                  | Ґрунт     | Дік Крілі       | Хуан Хісберт Мануель Орантес        | 6–8, 3–6      |
| Поразка   | 1–5  | 1975 | Маніла, Філіппіни                                | Тверде    | Кім Ворвік      | Росс Кейс Джефф Мастерз             | 1–6, 2–6      |
| Перемога  | 2–5  | 1976 | Літл-Рок, США                                    | Килим     | Рей Раффелз     | Giuliano Pecci Харун Рахім          | 6–3, 6–7, 6–3 |
| Перемога  | 3–5  | 1976 | Брисбен, Австралія                               | Трава     | Кім Ворвік      | Ісмаїл Ель-Шафей Браян Феерлі       | 6–4, 6–4      |
| Поразка   | 3–6  | 1976 | Сідней, Австралія                                | Тверде    | Кім Ворвік      | Ісмаїл Ель-Шафей Браян Феерлі       | 6–4, 4–6, 6–7 |
| Перемога  | 4–6  | 1976 | Sydney International, Австралія                  | Трава     | Кім Ворвік      | Марк Едмондсон Джон Маркс           | 6–3, 6–4      |
| Поразка   | 4–7  | 1977 | Аделаїда, Австралія                              | Трава     | Кім Ворвік      | Кліфф Летчер Дік Стоктон (тенісист) | 3–6, 6–4, 4–6 |
| Поразка   | 4–8  | 1977 | Денвер, США                                      | Килим     | Кім Ворвік      | Колін Діблі Джефф Мастерз           | 2–6, 3–6      |
| Перемога  | 5–8  | 1977 | Гонконг                                          | Тверде    | Кім Ворвік      | Марті Ріссен Роско Теннер           | 7–6, 6–3      |
| Перемога  | 6–8  | 1977 | Аделаїда, Австралія                              | Трава     | Кім Ворвік      | Джон Александер Філ Дент            | 3–6, 7–6, 6–4 |
| Поразка   | 6–9  | 1978 | Брисбен, Австралія                               | Трава     | Аллан Стоун     | Джон Александер Філ Дент            | 3–6, 6–7      |
| Поразка   | 6–10 | 1978 | Sydney International, Австралія                  | Трава     | Боб Кармайкл    | Генк Пфістер Шервуд Стюарт          | 4–6, 4–6      |
| Перемога  | 7–10 | 1980 | Перт, Австралія                                  | Тверде    | Кліфф Летчер    | Дейл Коллінгс Дік Крілі             | 6–3, 6–4      |
| Поразка   | 7–11 | 1981 | Клівленд, США                                    | Трава     | Росс Кейс       | Ерік ван Діллен Вен Вінітскі        | 4–6, 7–5, 5–7 |
| Поразка   | 7–12 | 1982 | Richmond WCT, США                                | Килим     | Рольф Герінг    | Марк Едмондсон Кім Ворвік           | 4–6, 2–6      |
| Поразка   | 7–13 | 1982 | Ньюпорт, США                                     | Трава     | Род Фролі       | Джон Ендрюс Джон Седрі              | 6–3, 6–7, 5–7 |
| Поразка   | 7–14 | 1982 | Melbourne Indoor, Австралія                      | Килим (i) | Род Фролі       | Франсіско Гонсалес Метт Мітчелл     | 6–7, 6–7      |